# AvHoFlu Caravelas (H-17)
O AvHoFlu Caravelas (H-17) é um Aviso Hidroceanográfico Fluvial (AvHoFlu) pertencente à Marinha do Brasil. Foi construído no Paraná em 1999 sob o nome "Sereia do Pantanal", sendo uma embarcação de passageiros. Foi comprado em novembro de 2013 pela Marinha a fim de preencher a vaga deixada pela aposentadoria do AvHi Caravelas (1972-1991), sendo comissionado a 22 de abril de 2014. Sua missão como AvHoFlu é a realização de levantamentos hidroceanográficos, somar no balizamento do Rio Paraguai, com o fim último sendo a salvaguarda da vida humana nas águas jurisdicionais brasileiras e preservação do meio ambiente dentro dos domínios do 6° Distrito Naval ao qual está subordinado.